# ГЕС Xiǎotiāndū
ГЕС Xiǎotiāndū (小天都水电站) — гідроелектростанція у центральній частині Китаю в провінції Сичуань. Знаходячись між ГЕС Лонгдонг (вище по течії) та ГЕС Lěngzhúguān, входить до складу каскаду на річці Васіхе, правій притоці Дадухе, яка в свою чергу є правою притокою Міньцзян (впадає ліворуч до Янцзи). 
В межах проекту річку перекрили бетонною греблею висотою 39 метрів та довжиною 152 метра, яка утримує невелике водосховище з об’ємом 621 тис м3 та припустимим коливанням рівня поверхні у операційному режимі між позначками 2136 та 2157 метрів НРМ. Звідси через правобережний гірський масив прокладено дериваційний тунель довжиною 6 км, який переходить у напірний водовід довжиною 0,5 км з діаметром 4 метра 
У підземному машинному залі встановлено три турбіни потужністю по 80 МВт, які використовують напір у 393 метра та забезпечують виробництво 1084 млн кВт-год електроенергії на рік.
Видача продукції відбувається по ЛЕП, розрахованій на роботу під напругою 220 кВ.